# O Caso Cláudia
O Caso Cláudia é um filme brasileiro de 1979 dirigido por Miguel Borges. Baseado em um episódio real ocorrido em 1977, no Rio de Janeiro, o assassinato da jovem  Cláudia Lessin Rodrigues de 21 anos, na casa de Michel Frank, milionário suíço-brasileiro supostamente envolvido com o tráfico de drogas. Acusado do crime, Michel fugiu para a Suíça, onde foi morto a tiros em 1989, sem nunca ter sido julgado.
O acompanhamento do caso pelos jornalistas Valério Meinel (co-autor do roteiro do filme) e Amicucci Gallo, da revista Veja, foi decisivo para a divulgação pública das circunstâncias do crime, cujas investigações aparentemente estiveram sujeitas a tráfico de influência. Pela reportagem "O Assassínio de Cláudia Lessin Rodrigues", Meinel e Gallo receberam o Prêmio Esso de Jornalismo em 1977.

## Enredo
De seu barraco na Avenida Niemeyer, o operário Ceará vê dois homens, que chegam em um automóvel, jogarem um volume nas pedras. Informado pelo noticiário de que o corpo de uma jovem foi encontrado no local, telefona sem se identificar para uma estação de rádio, fornecendo o número da placa do carro.
Na delegacia, o detetive Guerra constata pertencer o carro à imobiliaria de Pierre Dorf, filho de Otto Dorf, figuras da alta sociedade carioca. De posse desses dados, procura Seixas, um amigo repórter. Impedidos de levar adiante a apuração do fato, passam a fazê-lo à revelia de seus superiores.
Obstinados, chegam ao esclarecimento completo do caso. Seixas publica uma reportagem onde relaciona a morte da garota com uma quadrilha de traficantes de drogas. Seixas é ameaçado de demissão do jornal e o detetive afastado do caso. Ao verem seus nomes implicados com o crime, Pierre e seu amigo Mansur contratam um advogado. Pierre foge do país e Mansur é preso.

## Prêmios
- XII Festival de Cinema Brasileiro de Brasília, 1979:
  - Melhor montagem (Giuseppe Baldacconi)
  - Melhor trilha sonora (Remo Usai)
  - Melhor ator coadjuvante (Roberto Bonfim).

## Elenco
- Nuno Leal Maia
- Kátia D'Ângelo .... Flávia
- Jonas Bloch .... Pierre Dorf
- Luiz Armando Queiroz .... Luís Francisco Mansur
- Roberto Bonfim .... Guerra
- Carlos Eduardo Dolabella .... Seixas
- Lilian Staavik .... Cláudia
- Zilda Mayo ... Mulher de Seixas
- Cláudio Corrêa e Castro .... Otto Dorf
- Reinaldo Gonzaga .... Caminhoneiro
- Rogério Fróes .... pai de Flávia
- Sônia Oiticica .... mãe de Flávia
- Jorge Cherques .... traficante
- Hildegard Angel .... Doutora
- Moacyr Deriquém .... Di Carlo
- Carlos Alberto Souza Barros
- Eliana Dutra
- Vinícius Salvatori
- Hamilton Sbarra
- Maria Lúcia Schimidt
- Carlos Branco
- Sebastião Pimentel
- Mariano Antero
- Aldo Frei
- José Além Filho
- Nelson Moura
- Celso Farias
- Waldir Onofre .... Ceará
- Zélia Diniz
- Newton Couto
- Procópio Mariano .... Colega de cela de Mansur
- Catalina Bonaky .... avó de Flávia
- Leonides Bayer
- Fernando José .... Sevilho